# Vinga
Vinga é uma comuna romena localizada no distrito de Arad, na região histórica da Transilvânia. A comuna possui uma área de 145.00 km² e sua população era de 6440 habitantes segundo o censo de 2007.